# Алексеев, Глеб Васильевич
Глеб Васи́льевич Алексе́ев (наст. фамилия Чарноцкий; 1892—1938) — русский писатель.

## Биография
Родился в семье сельского учителя, по происхождению поляка. С 1909 года сотрудничал с московскими газетами. В Первую мировую войну был призван на фронт, служил в авиации, получил ранение. 
Революцию не принял, участвовал в Белом движении. В начале 1920-х годов находился в эмиграции, сначала в Югославии, затем в Берлине. В 1923 году вернулся в СССР.
Арестован 26 апреля 1938 года, осуждён Военной коллегией Верховного Суда СССР по обвинению в участии в антисоветской террористической организации, расстрелян 1 сентября. Реабилитирован в 1956 году.
Оставил сына Никиту (1932—2003) и дочь Дарью (1921—2013), которая преподавала английский язык в Выборге.

## Творчество
- В рассказах (сборник «Живая тупь», 1922), повести «Мёртвый бег» (1923) — осмысление опыта революции и гражданской войны.
- Сатирические картины нэповской действительности — в повестях «Жилой дом» (1926) и «Шуба» (1928), романе «Тени стоящего впереди» (1928).
- В повести «Подземная Москва» (1925) одним из первых в советской литературе обратил внимание на культурно-историческую ценность утерянной библиотеки Ивана Грозного и необходимость археологического изучения московских подземелий.
- Роман об индустриализации «Роза ветров» (1933).
- Историческая повесть «Мария Гамильтон» (1933).
- Сборники рассказов «Иные глаза» (1926), «Горькое яблоко» (1928), «Свет трёх окон» (1928).

## Память
- Улица Глеба Алексеева в Новомосковске